# Râul Rafallo
Râul Rafallo este un curs de apă, afluent al râului Jiu. 